# Tudor Pro Cycling Team
Tudor Pro Cycling Team (UCI kód: TUD) je švýcarský cyklistický UCI ProTeam, jenž vznikl v roce 2019.
V dubnu 2022 se stal majitelem týmu Fabian Cancellara a novým titulárním sponzorem týmu se stal švýcarský výrobce hodinek Tudor. Zároveň tým oznámil, že zažádal o UCI ProTeam licenci pro sezónu 2023. V prosinci 2022 UCI oznámila, že udělila týmu Tudor Pro Cycling Team UCI ProTeam licenci pro sezónu 2023.

## Soupiska týmu
K 1. lednu 2024
- Tom Bohli (SUI) (* 17. ledna 1994)
- Marco Brenner (GER) (* 27. srpna 2002)
- Nils Brun (SUI) (* 14. června 2000)
- Aloïs Charrin (FRA) (* 8. září 2000)
- Alberto Dainese (ITA) (* 25. března 1998)
- Arvid de Kleijn (NED) (* 21. března 1994)
- Jacob Eriksson (SWE) (* 1. října 1999)
- Lucas Eriksson (SWE) (* 10. dubna 1996)
- Robin Froidevaux (SUI) (* 17. října 1998)
- Miká Heming (GER) (* 6. dubna 2000)
- Alexander Kamp (DEN) (* 14. prosince 1993)
- Petr Kelemen (CZE) (* 18. listopadu 2000)
- Arthur Kluckers (LUX) (* 15. března 2000)
- Sebastian Kolze Changizi (DEN) (* 29. prosince 2000)
- Alexander Krieger (GER) (* 28. listopadu 1991)
- Marius Mayrhofer (GER) (* 18. září 2000)
- Simon Pellaud (SUI) (* 6. listopadu 1992)
- Rick Pluimers (NED) (* 7. prosince 2000)
- Sébastien Reichenbach (SUI) (* 28. května 1989)
- Michael Storer (AUS) (* 28. února 1997)
- Florian Stork (GER) (* 27. dubna 1997)
- Joel Suter (SUI) (* 25. října 1998)
- Roland Thalmann (SUI) (* 5. srpna 1993)
- Matteo Trentin (ITA) (* 2. srpna 1989)
- Yannis Voisard (SUI) (* 26. července 1998)
- Hannes Wilksch (GER) (* 30. října 2001)
- Luc Wirtgen (LUX) (* 7. července 1998)
- Maikel Zijlaard (NED) (* 1. června 1999)

## Vítězství na národních šampionátech
2019
 Švýcarský silniční závod do 23 let, Mauro Schmid
 Švýcarská časovka do 23 let, Stefan Bissegger
2022
 Švýcarská časovka do 23 let, Fabian Weiss
 Švýcarský silniční závod, Robin Froidevaux
 Švýcarský silniční závod do 23 let, Nils Brun
 Český silniční závod do 23 let, Petr Kelemen
2023
 Švédský silniční závod, Lucas Eriksson